# Vùng an toàn dịch bệnh động vật trên cạn
Vùng an toàn dịch bệnh động vật trên cạn là một vùng thuộc phạm vi từ cấp huyện trở lên được xác định là không xảy ra một ca bệnh đối với động vật mà đã đăng ký với cơ quan quản lý nhà nước, đồng thời các hoạt động về thú y trong vùng đó đảm bảo kiểm soát được dịch bệnh động vật.